# 教育労働者
教育労働者（きょういくろうどうしゃ）は、日本における教員の労働運動の文脈において用いられる、教員の職能が一般の労働者とは異なり、専門職である教育者としての側面をもつことを踏まえた表現。その含意は、時代性や、論者の立場や文脈によって多様なものとなる。おもに初中等教育の教員を念頭に置いた概念であるが、大学など高等教育の教員についても用いられることがある。

## 戦前における教育労働者運動
新教育運動の影響を受け、日本でも大正自由教育運動が展開された流れを汲み、昭和に入ってから左翼的教育運動であるプロレタリア教育運動、ないし、新興教育運動が勃興すると、教師を労働者として定義し、労働運動を起こす動きが見られるようになった。1930年には新興教育研究所が設立され、日本教育労働者組合（教労）が結成されたが、程なくして弾圧された。

## 戦後日教組運動における教育労働者概念
連合国軍占領下の日本において教員にも労働基本権が認められると、1947年に日本教職員組合（日教組）が結成されて、教育労働者という概念が議論されるようになった。しかし、この概念の含意には、どのような観点からどういった側面を強調するかに揺れがあり、日教組の運動の中でも時期によって、また立場によって様々な意味合いがこの言葉に込められた。
当初は、従前の教師を聖職と捉える見方への反省に立った「教育労働者を一般の労働者と同一視する」見解や、「教育労働の特殊性を認めるが結局は教師＝労働者なのだ」とする見解が優勢であったが、そうした中でも「教師の教育者性を労働者性と融合させようとする」立場もあった。公務員の労働権制限を目的とした1948年の政令201号以降は、一時的にはこれに対する強い反発があったものの、結局、日教組は「職能資質の向上や自主的な教育内容の充実を目指すという方向に方針転換し」、「教育労働者ということばが日教組の基本方針の中に盛り込まれた」。

## 労働戦線再編（1989年）後
1989年、労働戦線再編によって日教組が日本労働組合総連合会（連合）に参加すると、これを是としない日本共産党系の流れによって全日本教職員組合（全教）が結成されて全国労働組合総連合（全労連）に加わった。日教組と全教では、教員の位置づけに違いがあり、全教が「教育労働者」という表現を強調し、「教師も労働者であり、同時に教育の専門家でもある」とするのに対し、日教組はそうした考え方が教育現場における教師の労働強化を招いているとして、教員をもっぱら「労働者」と規定している。